# Tomisaku Kawasaki
Tomisaku Kawasaki (japanski: 川崎 富作; Tokyo, 7. veljače 1925. — 5. lipnja 2020.), japanski pedijatar, poznat po tome što je prvi opisao bolest koja je, u njegovu čast, nazvana Kawasakijeva bolest.
Rođen je 7. veljače 1925. u Tokiju, kao najmlađe od sedmero djece. Tijekom mladosti je razvio izuzetno zanimanje za biljke te je, u konačnici, ispunio želju svoje majke i odlučio postati liječnik. Studij medicine pri Sveučilištu u Chibi upisao je netom nakon Drugog svjetskog rata. Tokom studija, odlučio je specijalizirati pedijatriju. Zbog financijskih poteškoća svoje obitelji, morao se raspitivati za pomoć te je, u konačnici, dobio mjesto u bolnici Crvenog križa u Tokiju. U toj će bolnici raditi sljedećih 40 godina.
Tijekom rada u bolnici, 1961. godine, dr. Kawasaki je, kod tada četverogodišnjeg dječaka, otkrio simptome koje nije mogao pripisati nijednog dotad poznatoj bolesti, pa je slučaj predstavio na jednoj internoj, bolničkoj konferenciji. Iako su njegovi kolege smatrali kako se radi o slučaju šarlaha, odlučili su, za početak, dijagnozu označiti nepoznatom. Tijekom sljedećih 6 godina, Kawasaki je dobivao pacijente s istim simptomima. Godine 1967., odlučio je u jednom japanskom stručnom časopisu objaviti podatke o bolesti, što je 1974. prevedeno i na engleski jezik. Članak je izazvao brojne reakcije u cijelom Japanu. Godine 1970., japanska je vlada osnovala komisiju za istraživanje bolesti koju je vodio upravo Kawasaki. Istraživanje diljem Japana utvrdilo je da se, doista, radi o samostalnoj, dotad neopisanoj bolesti. To je otkriće donijelo Kawasakiju, 1989. godine, nagradu Asahi.
Bolest, koja je nazvana po Kawasakiju, karakteristična je upravo za djecu do pete godine života. Radi se o autoimunoj bolesti kod koje dolazi do upale svih srednje velikih krvnih žila u tijelu.
Od 1990. godine, Kawasaki je bio voditelj Centra za istraživanje Kawasakijeve bolesti, gostujući profesor na sveučilištu u Kurumeu, a držao je i predavanja po Sjedinjenim Državama.